# Тембуронг
Тембуронг на малайски: Daerah Temburong е един от 4-те окръга на Бруней. Населението му е 10 100 жители (по приблизителна оценка за юли 2017 г.), а площта 1304 кв. км. Намира се в часова зона UTC+8. ISO 3166 – 2 кодът му е BN-TE.